# Talip Özkan
Talip Özkan est un musicien traditionnel turc, né le 2 août 1939 à Denizli en Turquie et mort le 27 mai 2010 à Izmir. Il joue du saz et du tanbur.
Il eut une carrière d'artiste officiel à la Radio-Télévision nationale turque comme soliste et chef de chœur à Ankara, Istanbul et Izmir. Chef de mission ethno-musicologique dans l'est anatolien, l'Anatolie du centre, la mer Noire, la mer Égée.
En 1976, il vient à Paris pour effectuer une thèse de doctorat sur les rythmes de la musique populaire turque (Université Paris-VIII).
Il joue à Paris, au Festival d'Arles, au Printemps de Bourges, à Lyon, Avignon, Lille, Reims, en Espagne, en Algérie, aux Pays-Bas, en Allemagne, en Finlande. Pendant une dizaine d'années (1976 – 1986) Talip Ozkan fait partie du groupe de musiciens « Golestan de Perse » créé par Laurent Galili, musicien iranien joueur de santour. Ce lieu servait de rencontre entre musiciens d'Orient face à un public français. Ont participé : Ali Shaîgan joueur de tar et de kamânche, Julien Weiss (Julien Jalal Eddine Weiss) joueur de guitare et de kanoun, Andan Kurdy joueur de bouzouk, Sherif Alaoui chanteur et conteur, Esmaîl Azarian joueur de kamânche, Rassoul Akhshik joueur de santour, Dariush Tari joueur de santour ainsi que beaucoup d'autres musiciens, invités occasionnellement comme Mahmoud Tabrizi-Zadeh, joueur de kamânche ou le chanteur azeri Rashid Behbudov, etc. 
Il meurt d'un cancer du poumon le 27 mai 2010 dans un hôpital d'Izmir.

## Discographie
- Mysteries Of Turkey, 1986, Music Of The World
- The Dark Fire, 1992, Axiom
- Turquie, L'art vivant de Talip Özkan, 1993, Ocora Radio France
- L'art du tanbûr, 1994, Ocora Radio France
- Yağar Yağmur, 1997, Kalan Müzik